# Saint-Marcel-Bel-Accueil
Pour les articles homonymes, voir Saint-Marcel.
Saint-Marcel-Bel-Accueil est une commune française située dans le département de l'Isère en région Auvergne-Rhône-Alpes.
Située dans le Bas-Dauphiné, ce gros village à l'aspect encore nettement rural fait partie de l'aire urbaine de Lyon et ses habitants se dénomment les Saint-Marcios.

## Géographie

### Situation et description
La commune de Saint-Marcel-Bel-Accueil est partagée entre une zone plane et marécageuse au sud et à l'est, peu habitée, et les pentes méridionales du plateau de Crémieu. Ces coteaux sont irréguliers car traversés par plusieurs dépressions dues à l'écoulement de frêles ruisseaux. Couvrant les deux tiers du territoire, ce paysage vallonné est constellé de hameaux dont l'habitat est pour la plupart d'entre eux concentré, laissant peu de propriétés isolées.
Des lotissements se développent vers le nord permettent de garder un caractère rural au village et aux gros hameaux. La zone sud-est est traversée par les canaux de Catelan, de Saint-Marcel et de Villieu auxquels se raccordent plusieurs saignes participant au drainage des marais. Si la culture prédomine sur cette zone, les coteaux accueillent davantage de pâturages et autrefois des parcelles de vigne étaient présentes en bien plus grand nombre qu'aujourd'hui.

### Géologie et relief
Le relief est fortement imprimé par la dernière glaciation dite glaciation de Würm : il se situe à la confluence des deux glaciers alpins, celui de l'Isère et celui du Rhône. Le marais a longtemps constitué une défense naturelle sur presque trois côtés dans cette partie sud de l'Isle-Crémieu. Il en a aussi fait la triste réputation par les maladies engendrée dans la partie basse avant le drainage des marais. Cette partie basse montre des températures plus basses de 2 à 3 degrés en hiver, par rapport au village (phénomène de trou à gelée), mais aussi une terre de tres bonne qualité (maraichage, maïs...). L'élevage occupe davantage les reliefs très secs dans la partie haute : communaux avec affleurements calcaires. On parle de cresses (fissures) et suets (affleurements de plaques propice au battage dans les temps anciens).

### Communes limitrophes
| Veyssilieu | Moras                    | Vénérieu         |
| Frontonas  | Saint-Marcel-Bel-Accueil | Saint-Savin      |
|            | L'Isle-d'Abeau           | Bourgoin-Jallieu |

### Climat
Pour des articles plus généraux, voir Climat d'Auvergne-Rhône-Alpes et Climat de l'Isère.
En 2010, le climat de la commune est de type climat océanique altéré, selon une étude du Centre national de la recherche scientifique s'appuyant sur une série de données couvrant la période 1971-2000. En 2020, Météo-France publie une typologie des climats de la France métropolitaine dans laquelle la commune est exposée à un climat de montagne ou de marges de montagne et est dans une zone de transition entre les régions climatiques « Moyenne vallée du Rhône » et « Alpes du nord ». 
Pour la période 1971-2000, la température annuelle moyenne est de 11,8 °C, avec une amplitude thermique annuelle de 18,3 °C. Le cumul annuel moyen de précipitations est de 1 060 mm, avec 9,3 jours de précipitations en janvier et 6,7 jours en juillet. Pour la période 1991-2020, la température moyenne annuelle observée sur la station météorologique de Météo-France la plus proche, « Bourgoin », sur la commune de Bourgoin-Jallieu à 7 km à vol d'oiseau, est de 12,4 °C et le cumul annuel moyen de précipitations est de 844,0 mm,. Pour l'avenir, les paramètres climatiques de la commune estimés pour 2050 selon différents scénarios d'émission de gaz à effet de serre sont consultables sur un site dédié publié par Météo-France en novembre 2022.

### Voies de communication
Le territoire communal est traversé par la route départementale 18 (RD18) qui permet de relier Bourgoin-Jallieu.

## Urbanisme

### Typologie
Au 1er janvier 2024, Saint-Marcel-Bel-Accueil est catégorisée commune rurale à habitat dispersé, selon la nouvelle grille communale de densité à sept niveaux définie par l'Insee en 2022.
Elle est située hors unité urbaine. Par ailleurs la commune fait partie de l'aire d'attraction de Lyon, dont elle est une commune de la couronne,. Cette aire, qui regroupe 397 communes, est catégorisée dans les aires de 700 000 habitants ou plus (hors Paris),.

### Occupation des sols
L'occupation des sols de la commune, telle qu'elle ressort de la base de données européenne d’occupation biophysique des sols Corine Land Cover (CLC), est marquée par l'importance des territoires agricoles (75,1 % en 2018), une proportion sensiblement équivalente à celle de 1990 (75,8 %). La répartition détaillée en 2018 est la suivante : 
zones agricoles hétérogènes (46,6 %), terres arables (28,5 %), forêts (20,3 %), zones urbanisées (4,5 %), eaux continentales (0,1 %). L'évolution de l’occupation des sols de la commune et de ses infrastructures peut être observée sur les différentes représentations cartographiques du territoire : la carte de Cassini (XVIIIe siècle), la carte d'état-major (1820-1866) et les cartes ou photos aériennes de l'IGN pour la période actuelle (1950 à aujourd'hui).

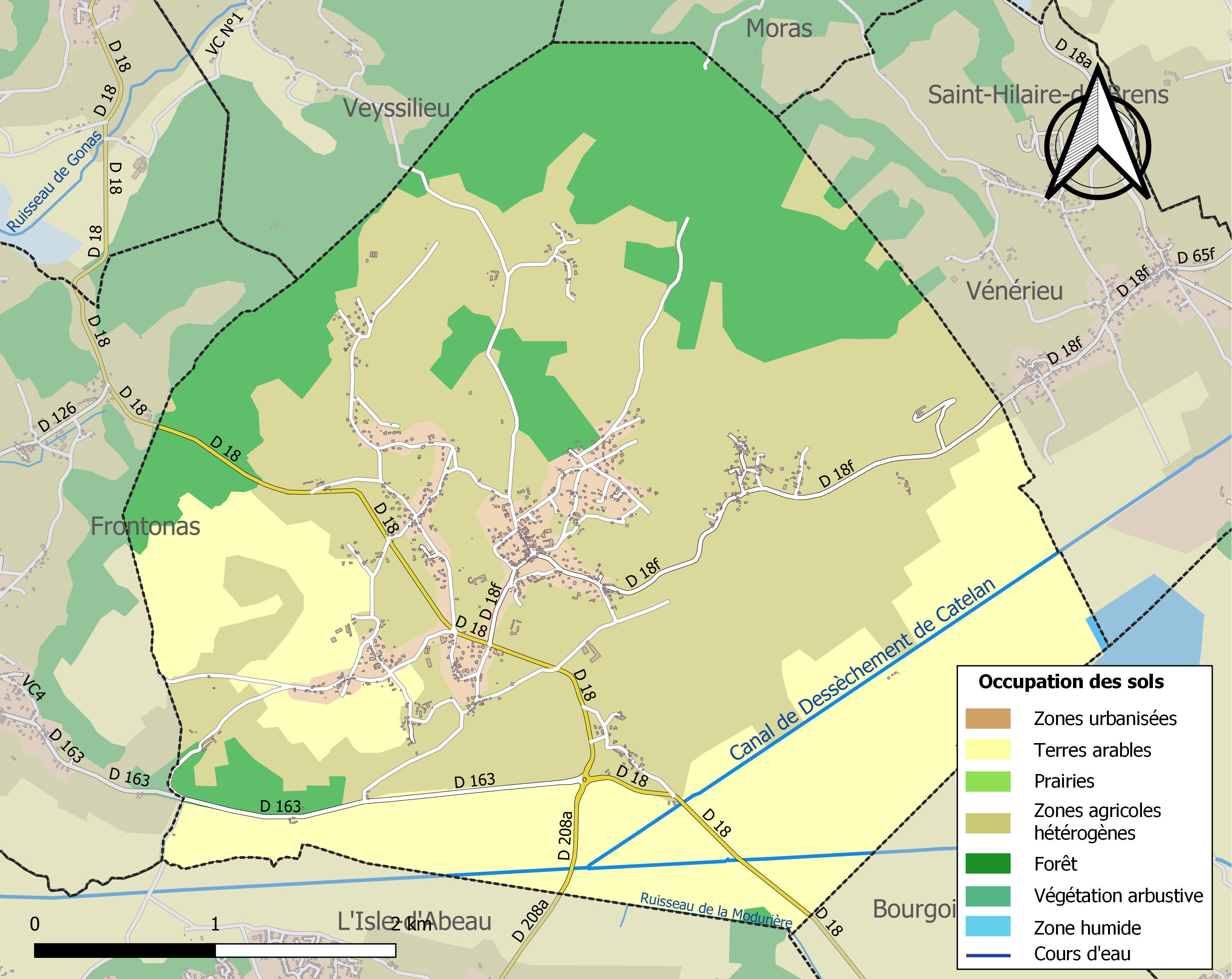
Carte des infrastructures et de l'occupation des sols de la commune en 2018 (CLC).

### Risques naturels et technologiques majeurs

#### Risques sismiques
L'ensemble du territoire de la commune de Saint-Marcel-Bel-Accueil est situé en zone de sismicité n°3, comme la plupart des communes de son secteur géographique.
| Type de zone | Niveau            | Définitions (bâtiment à risque normal) |
| ------------ | ----------------- | -------------------------------------- |
| Zone 3       | Sismicité modérée | accélération = 1,1 m/s2                |

## Toponymie
Avant 1789, la communauté portait le nom de Bellaqua, comprenait deux sections, celles de Saint-Marcel et de Messenas. De 1789 à 1793, elle prit le nom de Mont-Marcel, puis de Saint-Marcel-de-Milieu, du nom de la croix de Milieu qui se trouve sur le petit chemin au nord-est du château. En 1802, elle devient Saint-Marcel-Bel-Accueil.

## Histoire

### Préhistoire
Les premières traces d'occupation dateraient de la période mésolithique. On note ensuite un ossuaire collectif (-2300BC) et un vase (civilisation Saône-Rhone). Des pierres à cupules sont aussi présentes sur les territoires adjacents.

### Antiquité
Le domaine rural gallo-romain organisé autour de la villa des Alexandres constitue peut-être le premier exemple de structuration du terroir déjà très dense à cette époque (Domaine de Panossas, axe Ambérieu-bourgoin via Optevoz)

### Moyen Âge et Temps Modernes
De l'époque médiévale sont certifiées les occupations de plusieurs zones, que ce soit dans les marais, sur les coteaux nord ou au centre du village actuel. Les seigneurs de Loras, dont le château existe encore, dominaient le territoire au Moyen Âge. Le siège du pouvoir local se déplaça à l'époque moderne vers le village actuel et le château de Bellaccueil. Ces châteaux, de même que la maison forte du Pichon et les lieux de culte du village et de Messenas, ont tous constitué un pôle d'attraction participant à l'implantation pérenne des populations.

### Époque contemporaine
Jusqu'au milieu du XIXe siècle la commune se nommait Saint-Marcel-de-Milieu. Durant la période révolutionnaire la commune prit brièvement le nom de Mont-Marcel.

L'église Saint-Marcel date de 1902 mais se succédèrent, avant elle, au même emplacement deux autres églises : la première de l'époque romane, l'autre du XVIIe siècle. Le territoire fut partagé entre les paroisses de Messenas et de Saint-Marcel.

## Politique et administration

### Liste des maires
| Période   | Période  | Identité       | Étiquette | Qualité  |
| --------- | -------- | -------------- | --------- | -------- |
| mars 2001 | 2014     | Guy Gagnoud    | SE        | Retraité |
| 2014      | En cours | Aurélien Blanc | DVD       | Employé  |

## Population et société

### Démographie
L'évolution du nombre d'habitants est connue à travers les recensements de la population effectués dans la commune depuis 1793. Pour les communes de moins de 10 000 habitants, une enquête de recensement portant sur toute la population est réalisée tous les cinq ans, les populations de référence des années intermédiaires étant quant à elles estimées par interpolation ou extrapolation. Pour la commune, le premier recensement exhaustif entrant dans le cadre du nouveau dispositif a été réalisé en 2004.

En 2022, la commune comptait 1 507 habitants, en évolution de +9,68 % par rapport à 2016 (Isère : +3,07 %, France hors Mayotte : +2,11 %).
| 1793 | 1800 | 1806 | 1821 | 1831 | 1836 | 1841 | 1846 | 1851  |
| ---- | ---- | ---- | ---- | ---- | ---- | ---- | ---- | ----- |
| 890  | 764  | 775  | 908  | 974  | 969  | 952  | 952  | 1 032 |

| 1856  | 1861  | 1866 | 1872 | 1876 | 1881 | 1886 | 1891 | 1896 |
| ----- | ----- | ---- | ---- | ---- | ---- | ---- | ---- | ---- |
| 1 061 | 1 031 | 955  | 902  | 829  | 827  | 805  | 812  | 780  |

| 1901 | 1906 | 1911 | 1921 | 1926 | 1931 | 1936 | 1946 | 1954 |
| ---- | ---- | ---- | ---- | ---- | ---- | ---- | ---- | ---- |
| 742  | 697  | 652  | 604  | 623  | 602  | 571  | 513  | 532  |

| 1962 | 1968 | 1975 | 1982 | 1990 | 1999  | 2004  | 2006  | 2009  |
| ---- | ---- | ---- | ---- | ---- | ----- | ----- | ----- | ----- |
| 518  | 548  | 640  | 804  | 998  | 1 254 | 1 254 | 1 267 | 1 298 |

| 2014  | 2019  | 2022  | - | - | - | - | - | - |
| ----- | ----- | ----- | - | - | - | - | - | - |
| 1 366 | 1 432 | 1 507 | - | - | - | - | - | - |

### Enseignement
La commune est rattachée à l'académie de Grenoble.

### Médias
Historiquement, le quotidien à grand tirage Le Dauphiné libéré consacre, chaque jour, y compris le dimanche, dans son édition du Nord-Isère, un ou plusieurs articles à l'actualité du canton, de la communauté de communes, ainsi que des informations sur les éventuelles manifestations locales, les travaux routiers, et autres événements divers à caractère local.

## Culture et patrimoine

### Lieux et monuments

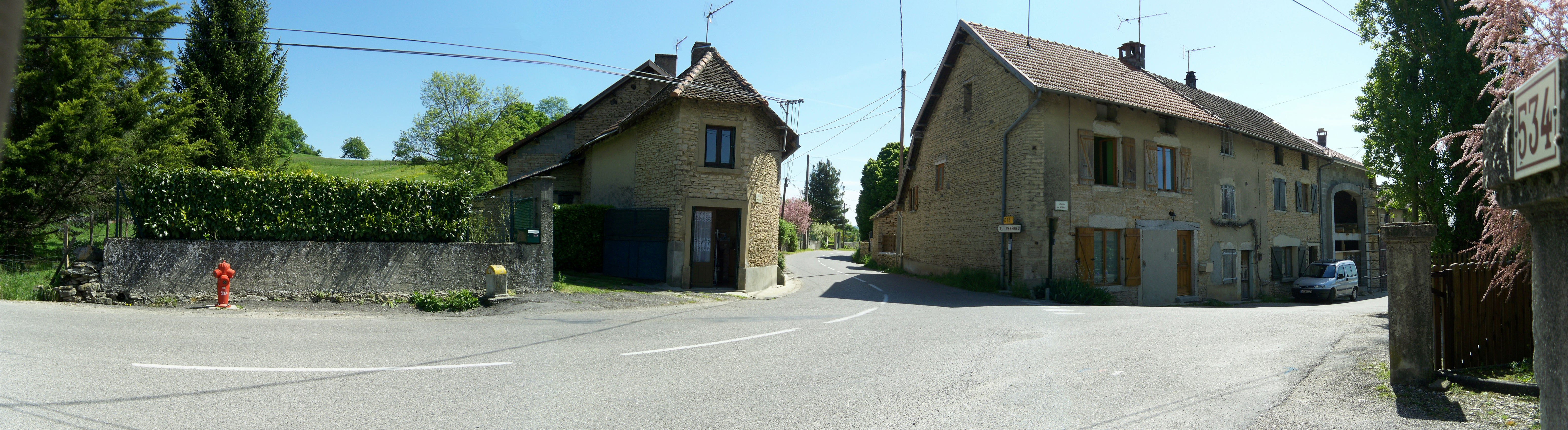
Hameau Chevalière - été 2008.

- Le château de Bel Accueil, rénové par M. Nodler. Propriété actuelle de la famille de Chevron-Villette qui trouve son origine en Savoie.
- L'église Saint-Marcel.
- La maison forte de Loras. Loras désignait le laboureur. Il s'agit d'une vieille famille de la noblesse d'épée, un laboureur qui a organisé la défense des lieux contre les incursions venant de Savoie durant le Moyen Âge. Cette famille est rattachée à Montplaisant, maison forte de Saint Hilaire de Brens.

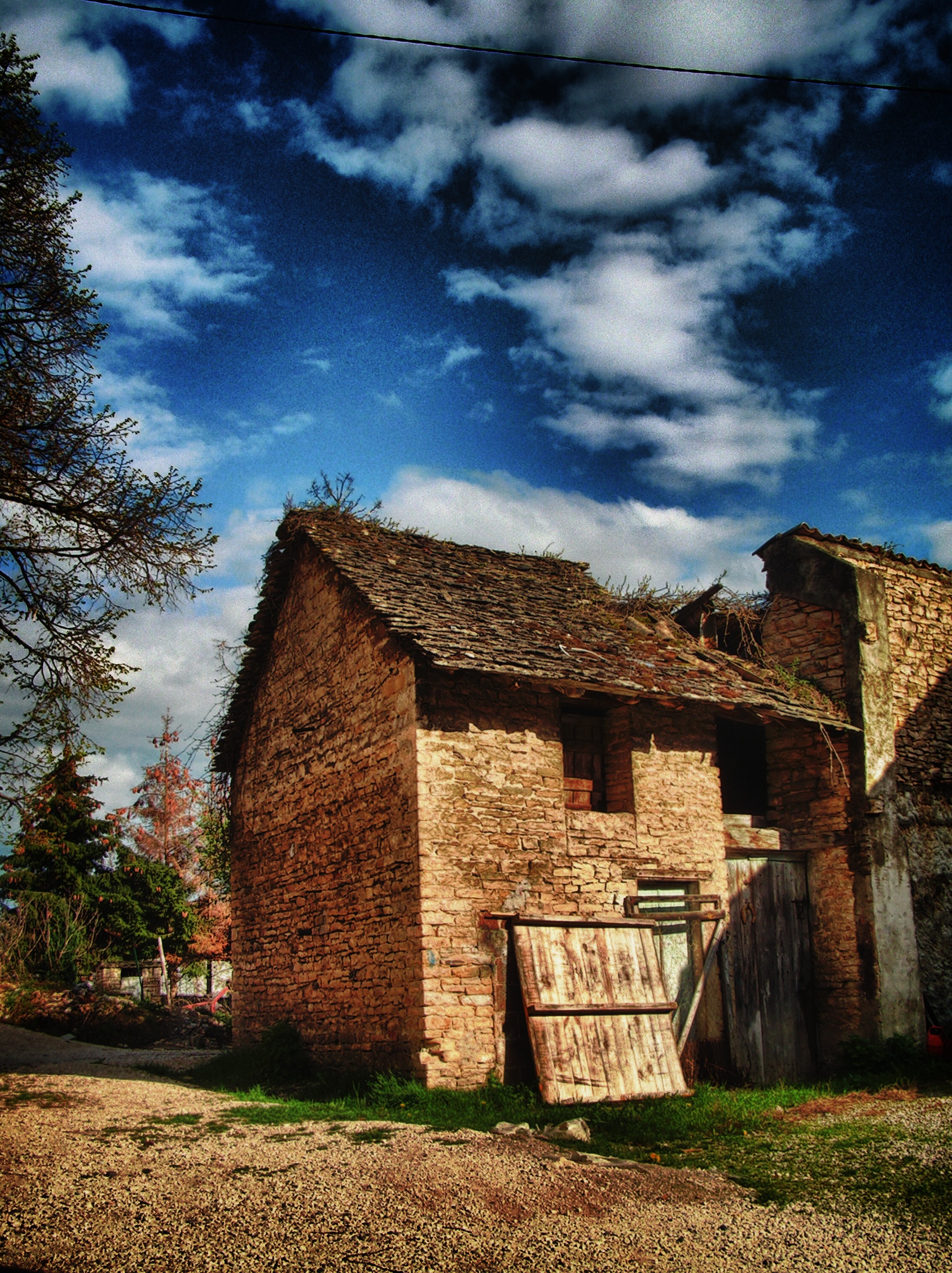
Saint-Marcel-Bel-Accueil.
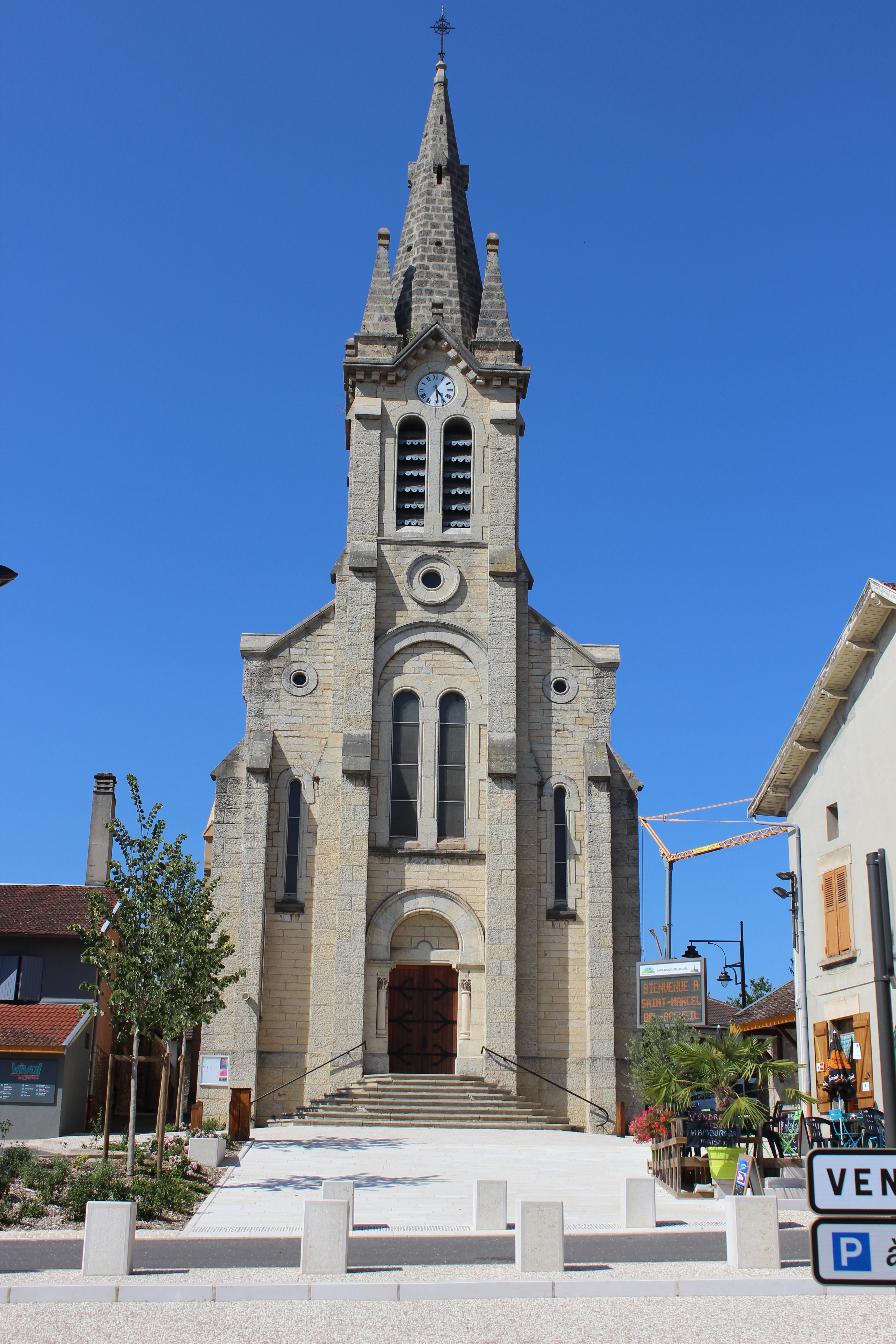
L'église.
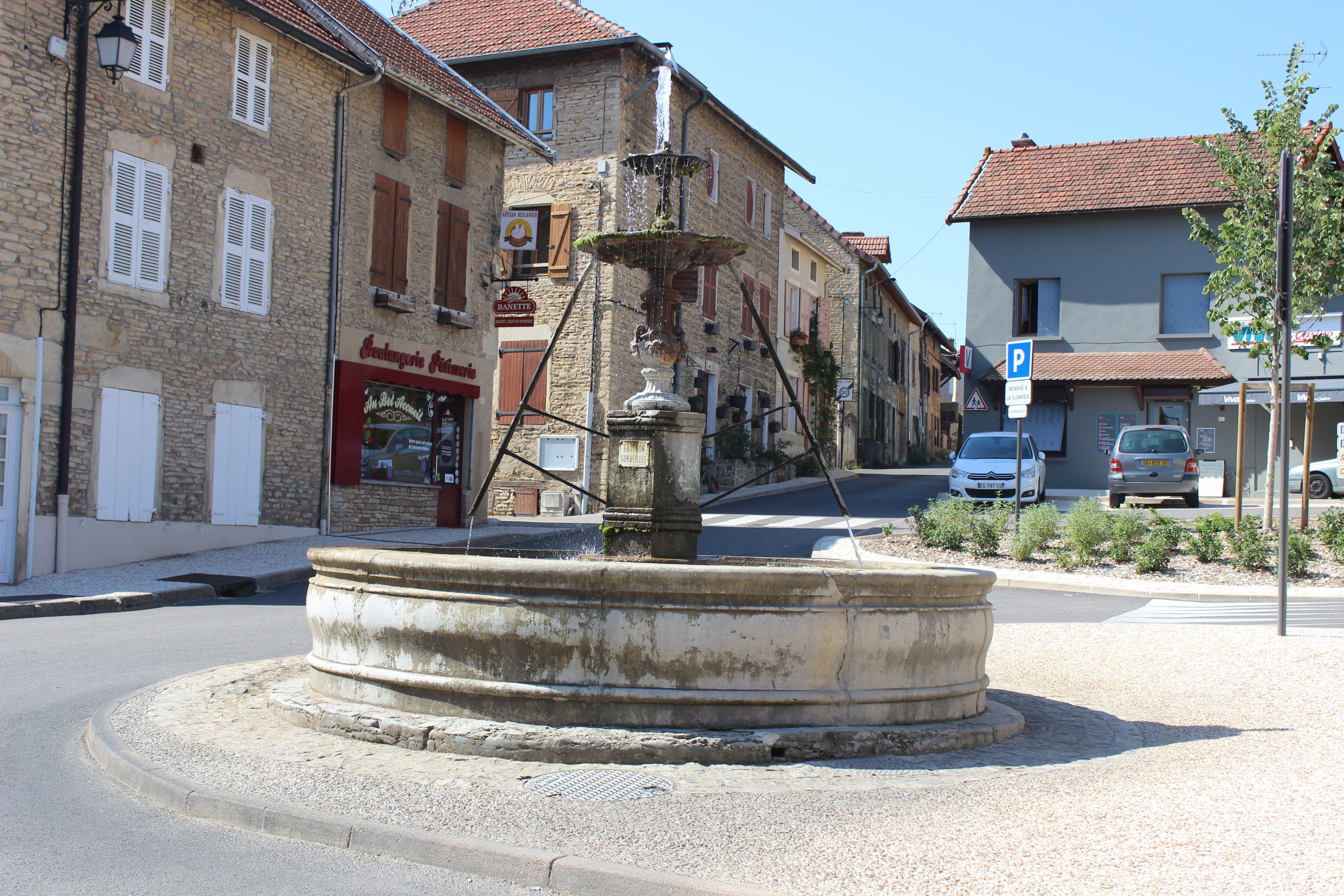
La fontaine.

### Héraldique
|  | Saint-Marcel-Bel-Accueil possède des armoiries dont l'origine et le blasonnement exact ne sont pas disponibles. |